# Corticiales
Corticiales là một bộ nấm trong lớp Agaricomycetes.

## Phát sinh loài
Bộ nấm này được nhà khoa học người Thụy Điển, Karl-Henrik Larsson tạo lập năm 2007, dựa trên những nghiên cứu về phát sinh chủng loại phân tử.

## Phân bố
Bộ nấm có phạm vi phân bố rộng rãi với khoảng 150 loài nấm trên toàn thế giới.